# 다이앤 포시

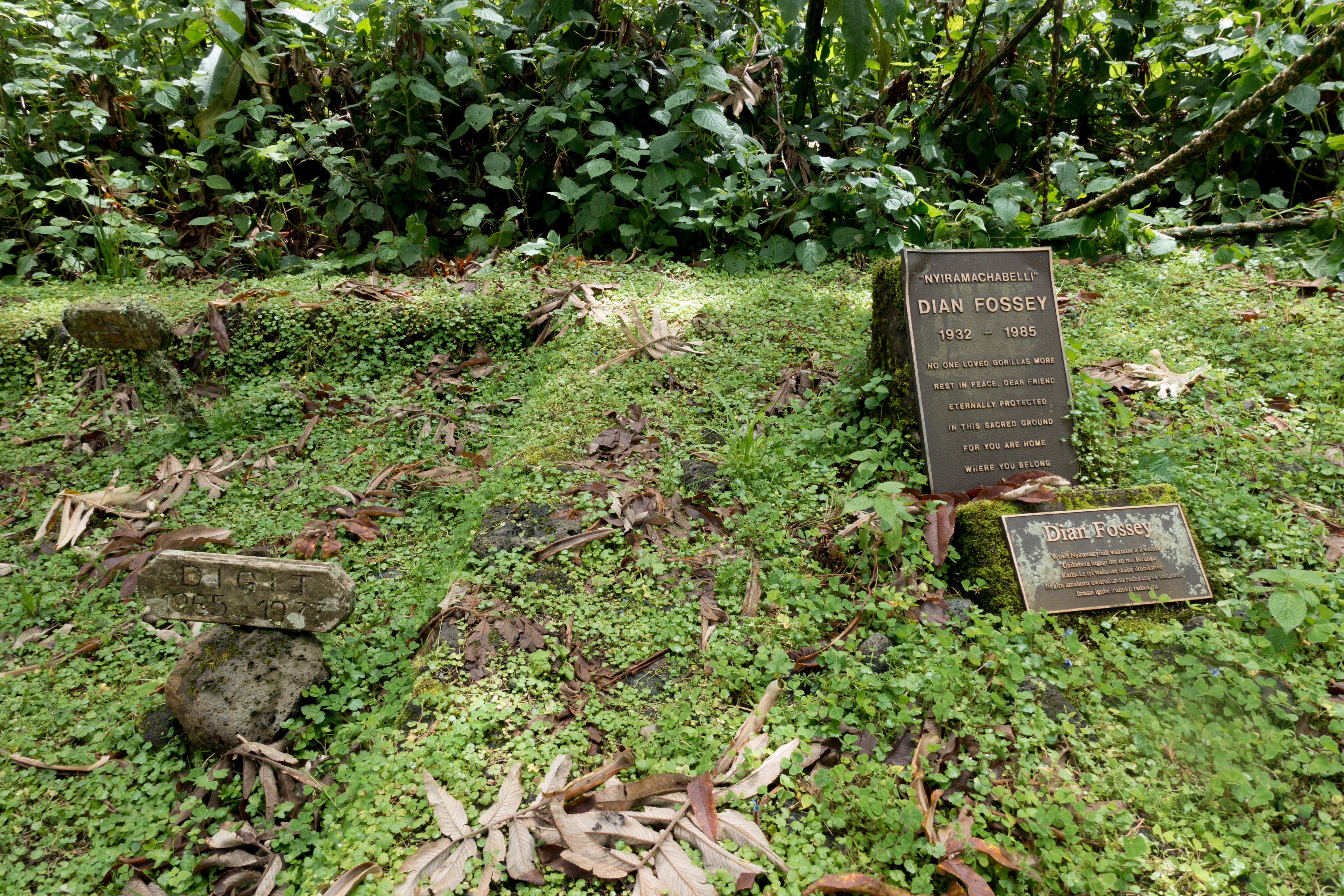

다이앤 포시(Dian Fossey /daɪˈæn ˈfɒsi/[*], 1932년 1월 16일 ~ 1985년 12월 26일)은 18년에 걸쳐 고릴라 연구를 수행한 미국의 동물학자이다. 저명한 인류학자 루이스 리키의 영향을 받았으며, 르완다의 산림에서 매일같이 고릴라를 연구했다. 생전의 포시는 리키의 천사들 중 한 명으로서, 제인 구달·비루테 갈디카스와 함께 가장 저명한 유인원학자였다. 세 여성 유인원학자는 각각 포시는 고릴라, 구달은 침팬지, 갈디카는 오랑우탄 연구에서 두각을 나타냈다. 다이앤 포시는 1985년에 르완다에서 살해된 시체로 발견되었으며, 사건은 현재까지 미제로 남아 있다.